# Bishop’s Waltham
Bishop’s Waltham – miasto i civil parish w Wielkiej Brytanii, w Anglii, w regionie South East England, w hrabstwie Hampshire, w dystrykcie Winchester. Leży 14,1 km od miasta Southampton, 14,1 km od miasta Winchester i 100,1 km od Londynu. W 2001 roku miasto liczyło 6085 mieszkańców. W 2011 roku civil parish liczyła 6723 mieszkańców. Bishop’s Waltham jest wspomniana w Domesday Book (1086) jako Waltham.